# Автошлях Т 1909
Автошля́х Т 1906 — автомобільний шлях територіального значення у Сумській області. Пролягає територією Сумського та Лебединського районів через Суми — Лебедин. Загальна довжина — 41,1 км.

## Маршрут
Автошлях проходить через такі населені пункти:
| Автошлях Т 1906    |              |
| Сумська область    |              |
| Сумський район     |              |
| Суми               | Н12Т 1901    |
| Любачеве           |              |
| Бровкове           |              |
| Шпилівка           |              |
| Облоги             |              |
| Лебединський район |              |
| Валки              |              |
| Ворожба            |              |
| Бишкінь            |              |
| Лебедин            | Т 1906Т 1913 |